# Canby (Oregon)
Pour les articles homonymes, voir Canby (homonymie).
Canby est une ville du comté de Clackamas située dans l'État de l'Oregon, aux États-Unis.

## Histoire
La ville a été fondée en 1857. Son nom vient d'Edward Canby, officier de carrière dans l'armée des États-Unis, général de l'Union dans la guerre de Sécession et les guerres indiennes, tué lors de la guerre des Modocs.
Canby est connu comme « le jardin de l'Oregon » et les dahlias de Swan Island sont l'une des principales raisons de ce surnom bien mérité. La ferme regorge d'acres et d'acres de couleurs d'août à septembre, alors que les champs fleurissent avec des centaines de variétés de ces magnifiques fleurs.

## Source
- (en) Cet article est partiellement ou en totalité issu de l’article de Wikipédia en anglais intitulé « Canby, Oregon » (voir la liste des auteurs).

1. ↑  « Population and Housing Unit Estimates » (consulté le 2 août 2019)
2. ↑  « Population Estimates », Bureau du recensement des États-Unis (consulté le 2 octobre 2014)
3. ↑  « U.S. Census website », sur United States Census Bureau (consulté le 31 janvier 2008)
4. ↑  « Population-Oregon », sur U.S. Census 1910, U.S. Census Bureau (consulté le 22 novembre 2013)
5. ↑  « Population-Oregon », sur 15th Census of the United States, U.S. Census Bureau (consulté le 27 novembre 2013)
6. ↑  « Number of Inhabitants: Oregon », sur 18th Census of the United States, U.S. Census Bureau (consulté le 22 novembre 2013)
7. ↑  « Pennsylvania: Population and Housing Unit Counts », U.S. Census Bureau (consulté le 22 novembre 2013)